# Jakob Herzog
Jakob Herzog (* 28. Mai 1867 in Truttikon, Kanton Zürich; † 13. Februar 1959 in Winterthur, Kanton Zürich) war ein Schweizer Landschaftsmaler.

## Leben
Herzog studierte von 1889 bis 1892 am Technikum Winterthur. Am 2. November 1892 schrieb er sich an der Königlichen Akademie der Bildenden Künste München ein. Dort war Nikolaus Gysis sein Lehrer.
Herzog bereiste Italien (Riviera, Capri), hielt sich in Mülhausen in Elsass auf, lebte in Paris, wo er die Académie Julian besuchte, in München und zeitweise auch in Florenz. Seit 1910 wohnte er in Veltheim bei Winterthur. Seine Landschaften, die Motive aus der Schweiz und Italien zeigen, präsentierte er auf Zürcher Ausstellungen.